# Kerstin Garefrekes
Kerstin Garefrekes (Ibbenbüren, 4 de setembre de 1979) és una centrecampista/davantera de futbol internacional entre 2001 i 2011 per Alemanya, amb la qual va guanyar 2 Mundials, 2 bronzes olímpics i 2 Eurocopes. Amb el Frankfurt ha guanyat 3 Lligues de Campions, 3 Lligues i 4 Copes.

## Trajectòria
| Temporades      | Club               | Títols                                      | Selecció |
| --------------- | ------------------ | ------------------------------------------- | --- |
|                 | Arminia Ibbenbüren |                                             | |
| 98/99 - 03/04 0 | Heike Rheine 0     |                                             | Mundial 2003 (campió) Jocs Olímpics 2004 (3r lloc)                                                                     |
| 04/05 - 13/14 0 | 1.FFC Frankfurt 0  | 3 Lligues de Campions, 3 Lligues, 5 Copes 0 | Eurocopa 2005 (campió) Mundial 2007 (campió) Jocs Olímpics 2008 (3r lloc) Eurocopa 2009 (campió) Mundial 2011 (quarts) |
| 2014            | Washington Spirit  |                                             | |
| 14/15 - 15/16   | 1.FFC Frankfurt    | 1 Lliga de Campions                         | |